# Cabinet Späth IV
Land du Bade-Wurtemberg
Späth III Teufel I
Le cabinet Späth IV (en allemand : Kabinett Späth IV) est le gouvernement du Land allemand du Bade-Wurtemberg entre le 8 juin 1988 et le 13 janvier 1991, durant la dixième législature du Landtag.

## Majorité et historique
Dirigé par le ministre-président chrétien-démocrate sortant Lothar Späth, ce gouvernement est constitué et soutenu par la seule Union chrétienne-démocrate d'Allemagne (CDU). Elle dispose de 66 députés sur 125, soit 52,8 % des sièges au Landtag.
Il est formé à la suite des élections régionales du 20 mars 1988 et succède au cabinet Späth III. À l'occasion de ce scrutin, le parti au pouvoir passe sous la barre des 50 % des voix, pour la première fois depuis vingt ans. Il conserve cependant sa majorité absolue en sièges sans aucune difficulté.
Le 13 janvier 1991, après que la presse a révélé ses participations à des voyages luxueux payés par des entreprises privées, Lothar Späth remet sa démission. La CDU lui choisit comme successeur Erwin Teufel, président du groupe parlementaire au Landtag de Bade-Wurtemberg, qui forme son premier cabinet.

## Composition

### Initiale (8 juin 1988)
- Les nouveaux ministres sont indiqués en gras, ceux ayant changé d'attributions en italique.

| Poste                                                                              | Titulaire | Titulaire                                             | Parti |
| ---------------------------------------------------------------------------------- | --------- | ----------------------------------------------------- | ----- |
| Ministre-président                                                                 |           | Lothar Späth                                          | CDU   |
| Vice-ministre-président Ministre de l'Alimentation, de l'Agriculture et des Forêts |           | Gerhard Weiser                                        | CDU   |
| Ministre de l'Intérieur                                                            |           | Dietmar Schlee                                        | CDU   |
| Ministre de la Science et des Arts                                                 |           | Helmut Engler                                         | CDU   |
| Ministre de l'Éducation et des Sports                                              |           | Gerhard Mayer-Vorfelder                               | CDU   |
| Ministre de la Justice et des Affaires fédérales                                   |           | Heinz Eyrich                                          | CDU   |
| Ministre des Finances                                                              |           | Guntram Palm                                          | CDU   |
| Ministre de l'Économie, des Entreprises et des Transports                          |           | Martin Herzog (jusqu'au 26/09/1989) Hermann Schaufler | CDU   |
| Ministre du Travail, de la Santé et de l'Ordre social                              |           | Barbara Schäfer                                       | CDU   |
| Ministre de l'Environnement                                                        |           | Erwin Vetter                                          | CDU   |